# 中原城市群
中原城市群是位於中國河南省的经济带，以郑州市为中心、洛阳市为副中心，其主要範圍包括中原一帶的地區，故得此名。其核心区域包括郑州、洛阳、开封、许昌、平顶山、焦作、新乡、漯河、济源等多個城市。根据2014年3月16日发布的《国家新型城镇化规划(2014-2020年)》，发改委除老牌的三大国家级城市群：珠三角城市群、长三角城市群、以京津冀为核心的环渤海城市群之外，将长江中游城市群、中原城市群、成渝城市群、哈长城市群四大区域列入国家级城市群之列。根据该规划，国家将加快培育这些城市群，使之成为推动国土空间均衡开发、引领区域经济发展的重要增长极。
中原城市群总面积28.7万平方公里、总人口1.58亿人，2015年生产总值5.56万亿元。

## 涵盖城市
2017年1月，在国家发改委发布的《中原城市群规划》中，中原城市群共有五省30个城市，其中14个城市为核心发展区，包括河南省郑州市、开封市、洛阳市、平顶山市、新乡市、焦作市、许昌市、漯河市、济源市、鹤壁市、商丘市、周口市，山西省晋城市，安徽省亳州市。16个城市为联动辐射区，包括河南省安阳市、濮阳市、三门峡市、南阳市、信阳市、驻马店市，河北省邯郸市、邢台市，山西省长治市、运城市，安徽省宿州市、阜阳市、淮北市、蚌埠市，山东省聊城市、菏泽市。
十三五规划中，国家支持郑州建设国家中心城市，以引领中原城市群发展和支撑中部地区崛起。开封定位为中原城市群核心区的中心城市之一，南阳定位为豫鄂陕交界地区区域性中心城市。

## 区位
中原城市群处于中国陇海经济带的中间位置，东邻沿海发达地区，西接广袤的西部地区，对承东启西拉动中部经济崛起有重要作用。中原城市群是现代陆路交通的重要枢纽和通信枢纽之一，交通通信网络完备。通信能力居中国前列，公路密度较高，郑州航空港地理优势明显，铁路交通区位优势突出。除管道运输外，西气东输和南水北调的干线都经由中原城市群一带。

## 城市体系
分三个层次：
- 第一层次是郑州都市圈，包括郑汴一体化区域
- 第二层次以郑州都市圈为中心，以洛阳、开封、焦作、新乡、许昌、平顶山、漯河、济源、巩义、禹州、新郑、新密、偃师等中心城市为结点，构成中原城市群紧密联系圈
- 第三层次为外围带

## 主要城市
| 城市   | 汉语拼音     | 人口       | 图片 | 简介 |
| ------ | ------------ | ---------- | ---- | --- |
| 郑州   | Zhèngzhōu    | 10,000,000 |      | 河南省的省会，国家中心城市，国家历史文化名城，中国中部地区重要的中心城市和国家重要的综合交通枢纽，中国八大古都之一。 |
| 洛阳   | Luòyáng      | 6,549,486  |      | 洛阳市是中国四大古都之一，也是中国国家历史文化名城、全国文明城市、河南省的副中心城市，历史上曾为十三朝古都。 |
| 开封   | Kāifēng      | 4,676,159  |      | 开封是中华民族的主要发祥地之一，迄今已有两千七百多年的历史。古代曾有七个朝代定都于此，是中国的六大古都之一。 |
| 许昌   | Xǔchāng      | 4,307,199  |      | 许昌市又名莲城，是豫中南政治、经济、文化中心。历史悠久，文化灿烂，自古为兵家必争之地。是华夏民族、中华文明的核心发源地，华夏之根，中国史书记载的第一个世袭王朝夏朝的发源地。近年，许昌是河南省经济和社会发展最为活跃的地级市之一。 |
| 平顶山 | Píngdǐngshān | 4,904,367  |      | 平顶山市是中国重要的煤炭产地，在中华人民共和国建立以后，成为了一座因煤而立、因煤而兴的新兴的能源型工业城市，是中国重要的能源原材料工业基地。                                                                                       |
| 焦作   | Jiāozuò      | 3,539,860  |      | 焦作市古称山阳、怀州，焦作随着煤炭资源的枯竭而转向发展旅游业，其旅游业的发展在河南省内处于前列，是中国优秀旅游城市、国家园林城市。                                                                                                 |
| 新乡   | Xīnxiāng     | 5,707,801  |      | 新鄉是京广铁路上的重要城市，处于郑州和安阳之间，历史上为华北八大重镇之一和平原省的省会。新乡同时拥有中国国家森林城市，中国优秀旅游城市，中国国家园林城市，中国国家卫生城市等多项荣誉。                                             |
| 漯河   | Luòhé        | 2,544,103  |      | 漯河市是中华人民共和国河南省批准创办的唯一的内陆特区，近年来确立了中国食品名城的地位。 |
| 济源   | Jǐyuán       | 675,710    |      | 济源市为中国河南省直管县级市，是焦柳铁路线上一座重要的能源工业城市。 |

## 战略定位
1. 经济发展新增长极
2. 重要的先进制造业和现代服务业基地
3. 中西部地区创新创业先行区
4. 内陆地区双向开放新高地
5. 绿色生态发展示范区[5]

## 交通

### 主要公路
- 京港澳高速公路
- 连霍高速公路
- 长济高速公路
- 二广高速公路
- 郑少洛高速公路
- 郑焦晋高速公路
- 郑尧高速公路
- 郑民高速公路
- 焦桐高速公路
- 郑州绕城高速公路
- 洛阳绕城高速公路
- 宁洛高速公路
- 兰南高速公路
- 永登高速公路
- 新泌高速公路
- 大广高速公路

- 106国道
- 107国道
- 207国道
- 220国道
- 310国道
- 311国道

### 主要铁路
- 京广铁路
- 京九铁路
- 陇海铁路
- 焦柳铁路
- 新月铁路
- 新兖铁路
- 禹亳铁路
- 京港客运专线
- 徐兰高速铁路
- 郑渝客运专线
- 中原城市群城际轨道交通

### 航空
- 郑州新郑国际机场
- 洛阳北郊机场
- 平顶山尧山机场

### 城市轨道交通
- 郑州地铁
- 洛阳地铁

## 参看
- 郑汴新区
- 中原文化
- 中原经济区